# Estilo Antigo e Estilo Novo
Estilo Antigo (em inglês:  Old Style, abreviado O.S.) e Estilo Novo (em inglês:  New Style, abreviado N.S.) indicam sistemas de datação anterior e posterior a uma mudança de calendário, respectivamente. Comumente, refere-se à mudança do calendário juliano para o calendário gregoriano, conforme promulgado em vários países europeus entre 1582 e o século XX. 
Na Inglaterra, País de Gales, Irlanda e nas colônias americanas da Grã-Bretanha, houve duas mudanças de calendário, ambas em 1752. A primeira ajustou o início de um novo ano do Lady Day (25 de março) para 1.º de janeiro (o que a Escócia havia feito a partir de 1600), enquanto a segunda descartou o calendário juliano em favor do calendário gregoriano, removendo 11 dias do calendário de setembro de 1752. Para acomodar as duas mudanças de calendário, os escritores usaram a datação dupla para identificar um determinado dia, dando a nova data de acordo com os dois estilos de datação.
Para países como a Rússia, onde não houve ajuste de início de ano, O.S. e N.S. simplesmente indicam os sistemas de datação juliano e gregoriano. Muitos países ortodoxos orientais continuam a usar o calendário juliano mais antigo para fins religiosos.

## Grã-Bretanha e suas colônias ou possessões

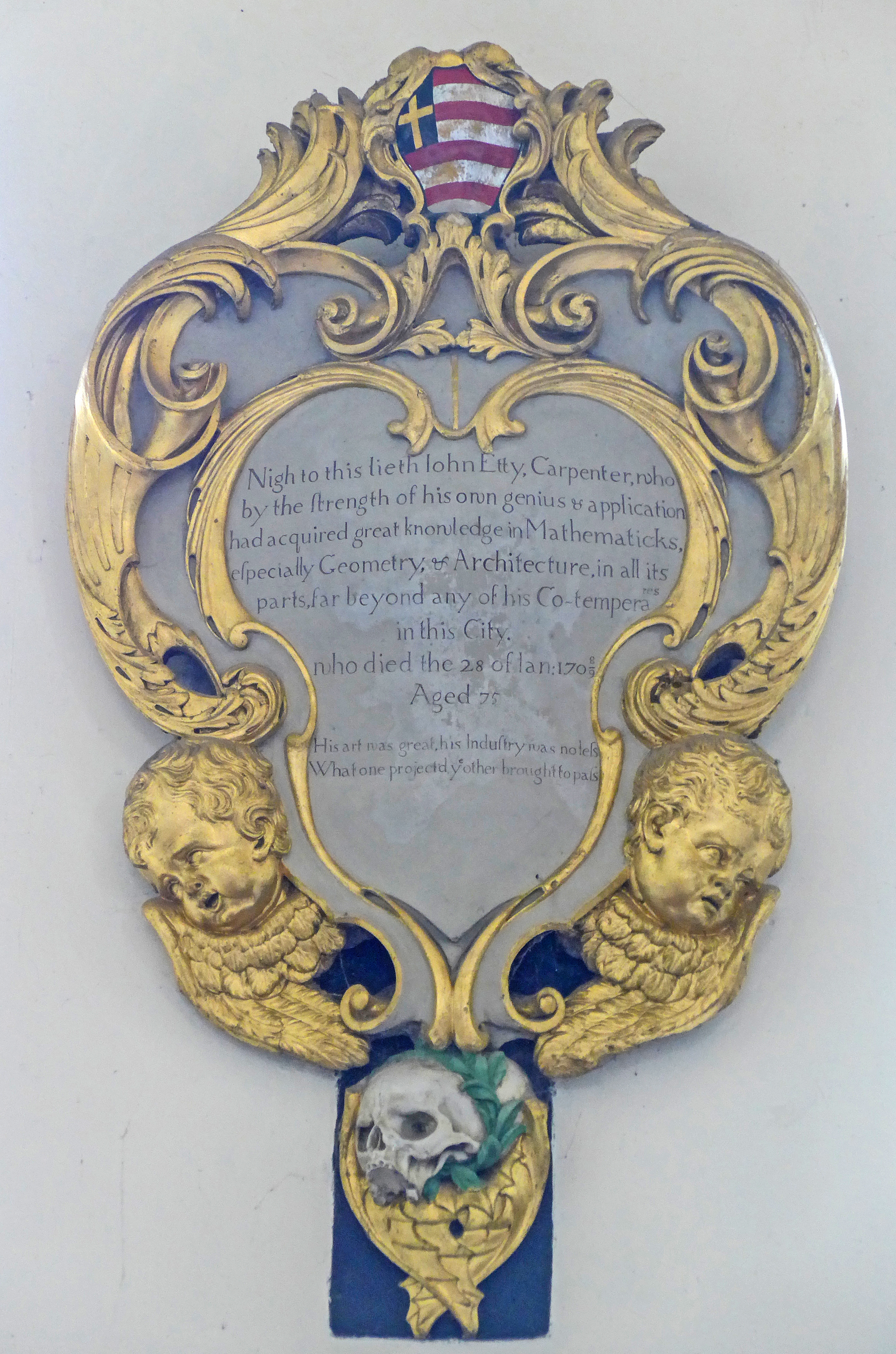
Placa memorial para John Etty na Igreja de Todos os Santos, North Street, Iorque, registrando sua data de morte como "28 de janeiro: 170 8/9"

No Reino da Grã-Bretanha e suas possessões, a Lei do Calendário (Novo Estilo) de 1750 introduziu duas mudanças simultâneas no calendário. A primeira, que se aplicava à Inglaterra, País de Gales, Irlanda e colônias britânicas, alterou o início do ano de 25 de março para 1.º de janeiro com efeito "a partir do dia seguinte a 31 de dezembro de 1751". A segunda (com efeito) adotou o calendário gregoriano no lugar do calendário juliano. Assim, "Novo Estilo" pode se referir tanto ao ajuste do início do ano, quanto à adoção do calendário gregoriano, ou à combinação dos dois.

### Ajuste de início de ano
Ao registrar a história britânica, é comum citar a data como originalmente registrada na época do evento, mas com o número do ano ajustado para começar em 1.º de janeiro. Este último ajuste pode ser necessário porque o início do ano civil nem sempre era 1.º de janeiro e era alterado em momentos diferentes em diferentes países. De 1155 a 1752, o ano civil ou legal na Inglaterra começou em 25 de março (Lady Day); assim, por exemplo, a execução de Carlos I foi registrada na época no Parlamento como ocorrendo em 30 de janeiro de 1648 (Estilo Antigo). Em textos mais recentes em inglês, esta data geralmente é mostrada como "30 de janeiro de 1649" (Novo Estilo). A data correspondente no calendário gregoriano é 9 de fevereiro de 1649, a data em que os seus contemporâneos em algumas partes da Europa continental teriam registrado sua execução.
A designação O.S./N.S. é particularmente relevante para as datas que se situam entre o início do "ano histórico" (1 de janeiro) e a data de início legal, quando diferentes. Esse dia foi 25 de março até 1752 na Inglaterra, País de Gales, Irlanda e colônias, e até 1600 na Escócia.
Na Grã-Bretanha, 1 de janeiro foi comemorado como o festival de Ano Novo desde o século XIII, apesar do ano registrado (civil) não aumentar até 25 de março, mas o "ano a partir de 25 de março foi chamado de Ano Civil ou Legal, embora a frase Old Style fosse mais comumente usada". Para diminuir os mal-entendidos sobre a data, era normal, mesmo em documentos semi-oficiais, como registros paroquiais, colocar uma rubrica estatutária de ano novo após 24 de março (por exemplo "1661") e outra rubrica a partir do final de dezembro seguinte de 1661/62. Esta foi uma forma de datação dupla para indicar que nas doze semanas seguintes, o ano era 1661 O.S., mas 1662 N.S. Algumas fontes mais modernas, muitas vezes mais acadêmicas (por exemplo, a História do Parlamento), também usam o estilo 1661/62 para o período entre 1º de janeiro e 24 de março por anos antes da introdução do calendário do Novo Estilo na Inglaterra.

### Adoção do calendário gregoriano

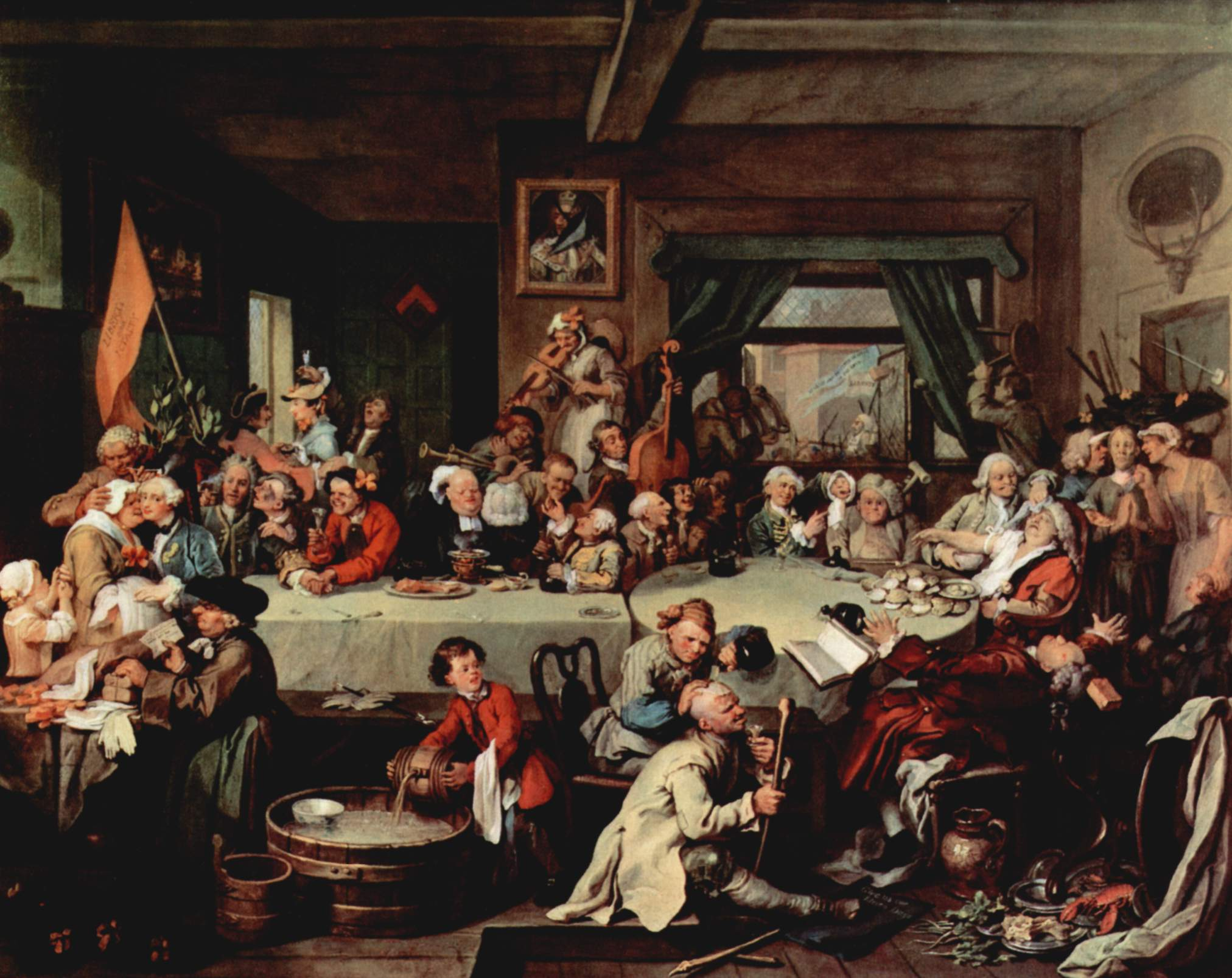
Pintura de William Hogarth: Humores de uma eleição (c. 1755), que é a principal fonte de "Dê-nos nossos onze dias".

Através da promulgação da Lei do Calendário (Novo Estilo) de 1750, o Reino da Grã-Bretanha, o Reino da Irlanda e o Império Britânico (incluindo grande parte do que é hoje a parte oriental dos Estados Unidos e do  Canadá) adotaram o calendário gregoriano em 1752, momento em que foi necessário corrigir o calendário em 11 dias. A quarta-feira, 2 de setembro de 1752, foi seguida pela quinta-feira, 14 de setembro de 1752. Reivindicações de que os desordeiros exigiam "Dê-nos nossos onze dias" surgiram de uma má interpretação de uma pintura de William Hogarth.

## Outras anotações
Os equivalentes latinos, que são usados em muitas línguas, são stili veteris (genitivo) ou stilo vetere (ablativo), abreviado st.v. e, respectivamente, significando "(do) estilo antigo" e "(no) estilo antigo", e stili novi ou stilo novo, abreviado st.n. e significando "(de/em) novo estilo". As abreviaturas latinas podem ser capitalizadas de forma diferente por diferentes usuários, por exemplo, St.n. ou St.N. para stili novi. Existem equivalentes para esses termos também em outras línguas, como o alemão a.St. ("alten Stils" para O.S.).